# Константиновка (Костанайская область)
Константиновка (каз. Константинов) — село в Костанайском районе Костанайской области Казахстана. Входит в состав Садчиковского сельского округа. Находится примерно в 36 км к юго-западу от центра города Костаная. Код КАТО — 395463200.

## Население
В 1999 году население села составляло 772 человека (375 мужчин и 397 женщин). По данным переписи 2009 года, в селе проживали 1023 человека (508 мужчин и 515 женщин).